# Ennada disticlaria
Ennada disticlaria är en fjärilsart som beskrevs av Paul Mabille 1885. Ennada disticlaria ingår i släktet Ennada och familjen mätare. Inga underarter finns listade i Catalogue of Life.